# South Bradenton
South Bradenton es un lugar designado por el censo ubicado en el condado de Manatee, Florida, Estados Unidos. Según el censo de 2020, tiene una población de 26 858 habitantes.
En los Estados Unidos, un lugar designado por el censo (traducción literal de la frase en inglés census-designated place, CDP) es una concentración de población identificada por la Oficina del Censo exclusivamente para fines estadísticos.
En este caso, a todos los efectos prácticos, es un barrio de la ciudad de Bradenton.

## Geografía
Está ubicado en las coordenadas 27°27′38″N 82°35′5″O / 27.46056, -82.58472. Según la Oficina del Censo de los Estados Unidos, tiene una superficie total de 11.89 km², de la cual 11.66 km² corresponden a tierra firme y 0.23 km² son agua.

## Demografía
Según el censo de 2020, hay 26 858 personas residiendo en la zona. La densidad de población es de 2303.43 hab./km². El 61.49% de los habitantes son blancos, el 10.89% son afroamericanos, el 0.63% son amerindios, el 1.28% son asiáticos, el 0.08% son isleños del Pacífico, el 12.00% son de otras razas y el 13.63% son de una mezcla de razas. Del total de la población, el 29.30% son hispanos o latinos de cualquier raza.